# Ždírec u Pohledu
Ždírec (deutsch Sehrlenz) ist eine Gemeinde in Tschechien. Sie liegt fünf Kilometer nordöstlich des Stadtzentrums von Havlíčkův Brod und gehört zum Okres Havlíčkův Brod.

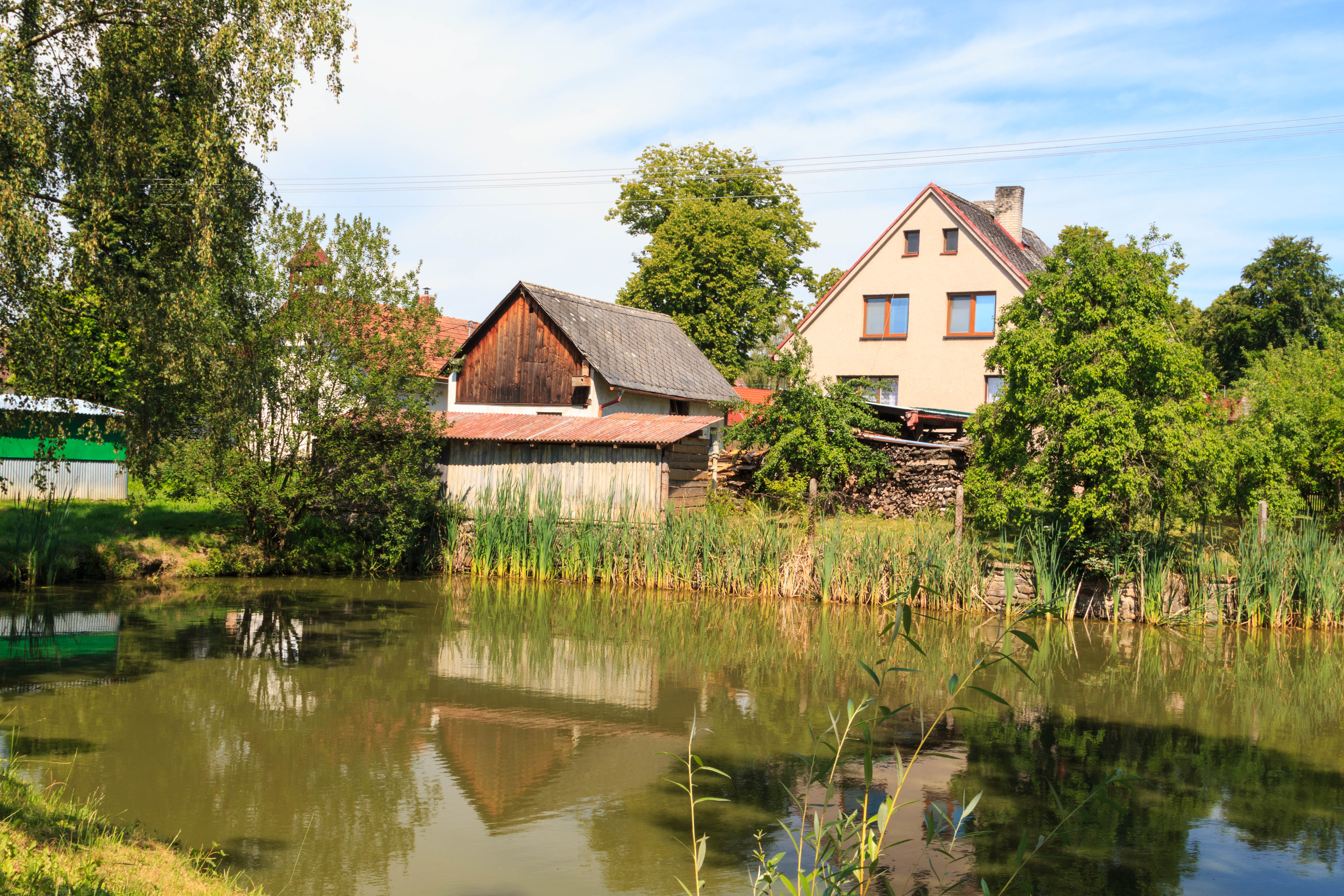
Dorfteich

## Geographie
Ždírec befindet sich im Quellgebiet eines kleinen Zuflusses zum Rouštánský potok in der Hornosázavská pahorkatina (Hügelland an der oberen Sázava). 
Nachbarorte sind Ve Žlabě, Ronovec und Kojetín im Norden, Jilemník im Nordosten, Krátká Ves im Osten, Proseč und Svatá Anna im Südosten, Pohled und Rouštany im Süden, Böhmův Dvůr, Dvorce, U Venců und U Myslivců im Südwesten, Kyjov im Westen sowie Lažany, Ve Stráni, Chrast und Dolní Krupá im Nordwesten.

## Geschichte
Die erste schriftliche Erwähnung des Dorfes erfolgte 1328 im Urbar der Zisterzienserinnenklosters Vallis Sancta Mariae.
1782 hob Kaiser Joseph II. das Kloster Frauenthal auf und wies das Gut Frauenthal dem Religionsfonds zu. Bis 1807 wurde das Gut von der k.k. böhmischen Staatsgüteradministration verwaltet, danach öffentlich versteigert und an Joseph Graf von Unwerth verkauft. Nach dessen Tod erbte 1822 Eugen Graf Silva-Tarouca-Unwerth den Besitz.
Im Jahre 1840 umfasste das im Caslauer Kreis gelegene Dorf Sehrlenz bzw. Zdirec 20 Häuser, in denen 141 überwiegend deutschsprachige Personen lebten. Zu Sehrlenz konskribiert war die aus zwei Häusern bestehende Einschicht Chrast. Pfarrort war Frauenthal.  Bis zur Mitte des 19. Jahrhunderts blieb das zur Iglauer Sprachinsel zugerechnete Dorf Sehrlenz dem Gut Frauenthal und Termeshöfen untertänig.
Nach der Aufhebung der Patrimonialherrschaften bildete Sehrlenz / Ždírec ab 1849 einen Ortsteil der Gemeinde Jilemník im Gerichtsbezirk Deutschbrod. Ab 1868 gehörte der Ort zum Bezirk Deutschbrod. 1869 hatte Ždírec 139 Einwohner und bestand aus 20 Häusern. Im Jahre 1900 lebten in Ždírec 145 Menschen, 1910 waren es 158. 1930 hatte Ždírec 142 Einwohner und bestand aus 26 Häusern. Am 30. April 1976 wurde Ždírec zusammen mit Jilemník nach Havlíčkův Brod eingemeindet. Zum 1. Januar 1993 löste sich Ždírec von Havlíčkův Brod los und bildete erstmals eine eigene Gemeinde.
Beim Zensus von 2001 lebten in den 36 Häusern der Gemeinde 139 Personen.

## Gemeindegliederung
Für die Gemeinde Ždírec sind keine Ortsteile ausgewiesen. Zu Ždírec gehört die Einschicht Proseč.
Das Gemeindegebiet bildet den Katastralbezirk Ždírec u Pohledu.

## Sehenswürdigkeiten
- Kapelle am südlichen Ortsrand

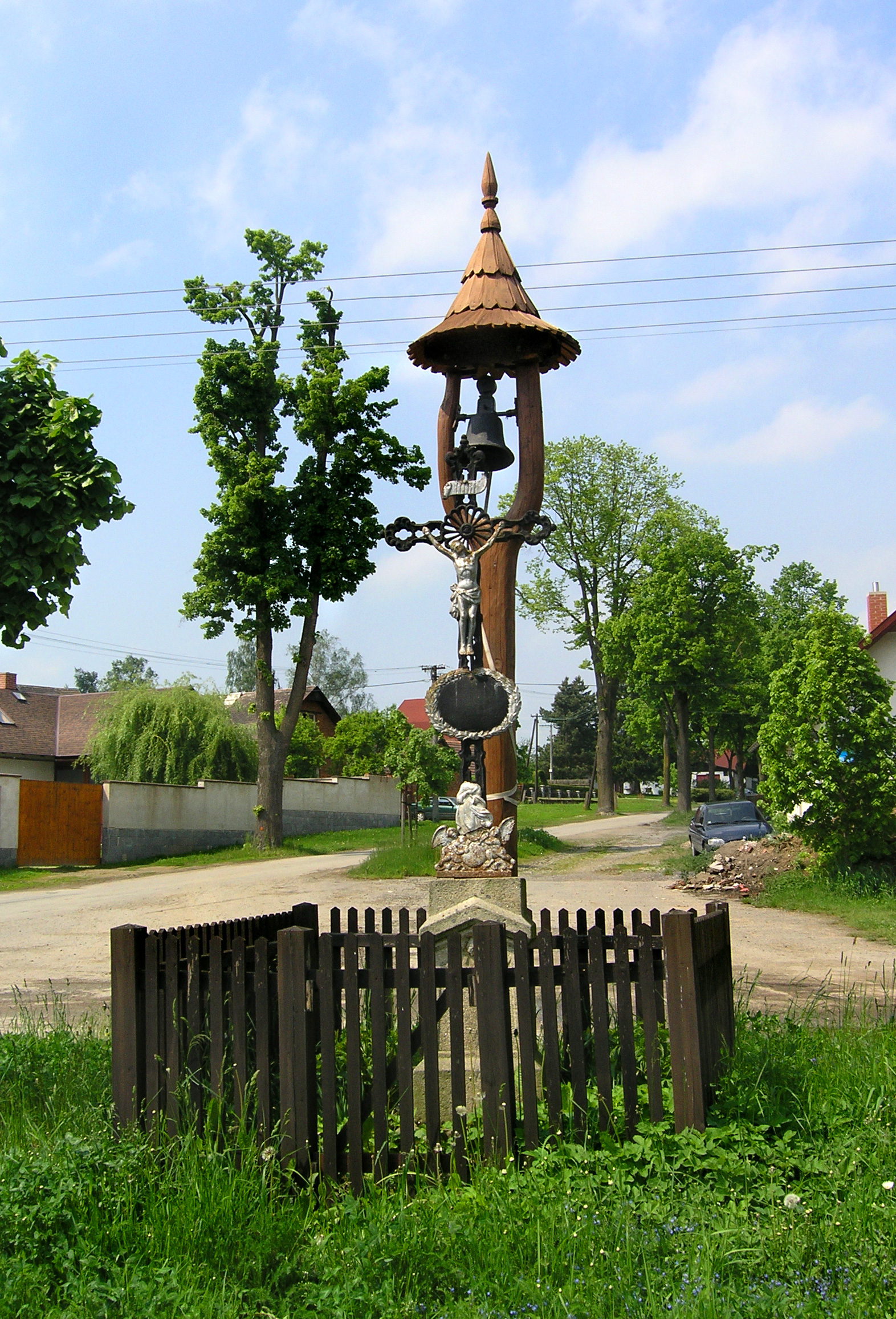
Kreuz und Glockenbaum auf dem Dorfplatz

- Gusseisernes Kreuz und hölzerner Glockenbaum auf dem Dorfplatz